# 毛玉

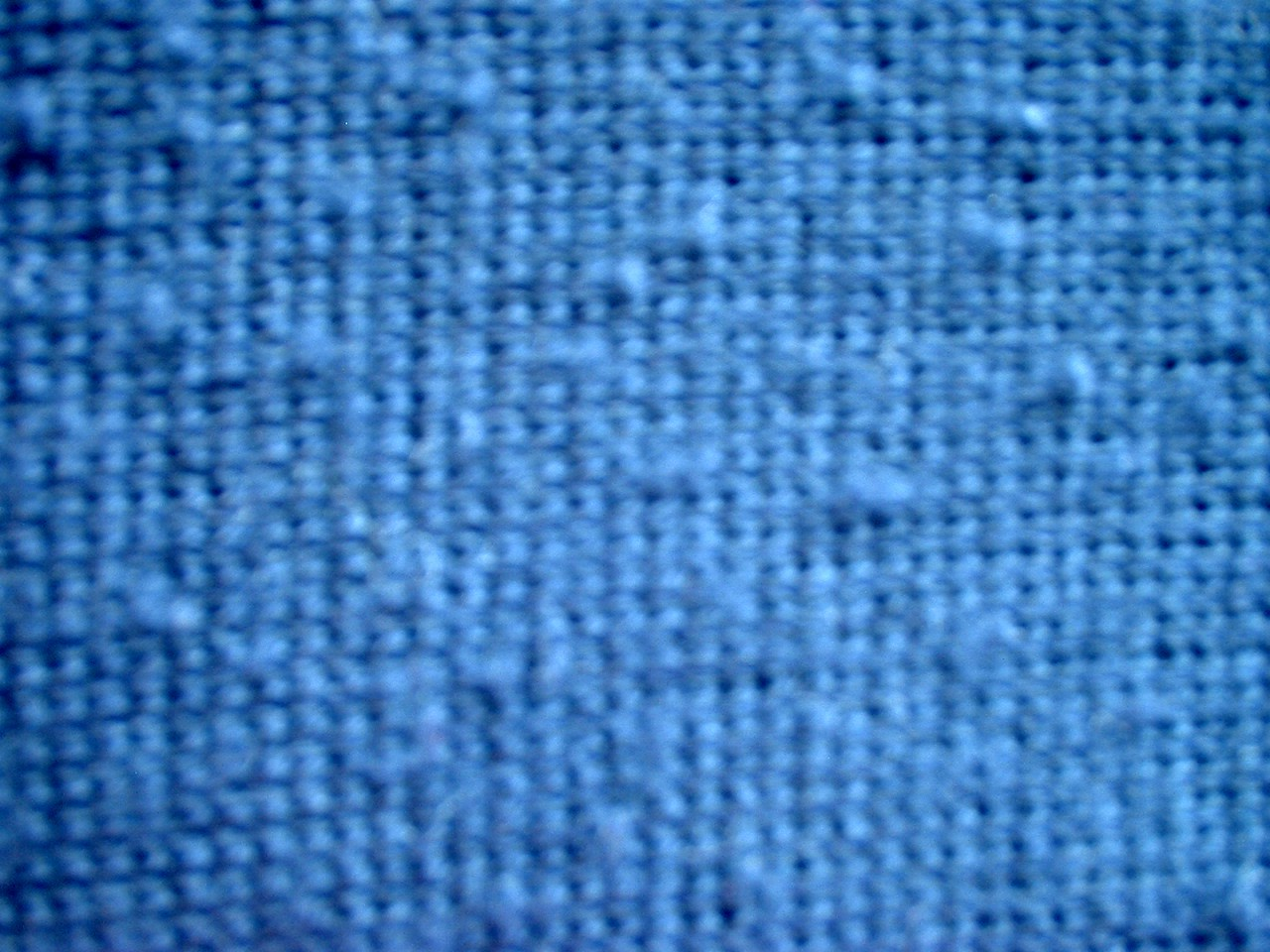
毛玉

毛玉（けだま）（英: pill）とは、毛が絡まってできる繊維の丸い固まりである。

## 衣類の毛玉
生地の繊維が摩擦により小さな球状になるものが普通である。毛玉ができた場合は、はさみや毛玉取り（専用のブラシあるいは電動式の毛玉取り）で除去するのが一般的である。手でむしると、生地の繊維が羽毛立ち、そこにさらに毛玉ができやすくなるので注意を要する。

## 動物の毛玉
猫などが毛繕いをした結果として飲み込んだ毛が消化管の中で塊を作るのも毛玉という。これについては毛玉 (動物)を参照のこと。
しかし本項のような意味での毛玉を動物が扱う例も伝えられている。
アメリカのキツネは、自分の体で毛玉を作り、これを使ってノミ取りをするとの話がある。それによると、まずキツネは自分の体を何かにこすりつけて脱毛させ、それをまとめて毛玉を作り、これを口にくわえる。その後、池などに行って下半身から水に潜る。ノミは湿気を嫌うので水に浸った場所から上半身へ向かって移動する。そこで、次第に水に潜って口先だけが水の上に出る状態になると、ノミはすべて口の毛玉に集まる。そこでキツネは毛玉を口から放し、全身を水につけた後に離脱する。同様なことをアライグマが行うとも言う。